# Austrochilidae
Austrochilidae (лат.) — семейство аранеоморфных пауков из серии Gradunguleae. Глаза расположены в передней части головогруди в два ряда. Насчитывают 9 видов, обитающих в Южной Америке и на Тасмании; ископаемые остатки неизвестны.

## Систематика и распространение
Насчитывают 3 рода и 9 видов, населяющих Южную Америку (Аргентина и Чили) и Австралию (остров Тасмания):
- Austrochilus Gertsch & Zapfe, 1955 — Аргентина и Чили
  - Austrochilus forsteri Grismado, Lopardo & Platnick, 2003
  - Austrochilus franckei Platnick, 1987
  - Austrochilus manni Gertsch & Zapfe, 1955
  - Austrochilus melon Platnick, 1987
  - Austrochilus newtoni Platnick, 1987
  - Austrochilus schlingeri Platnick, 1987
- Hickmania Gertsch, 1958 — Тасмания
  - Hickmania troglodytes (Higgins & Petterd, 1883)
- Thaida Karsch, 1880 — Аргентина и Чили
  - Thaida chepu Platnick, 1987
  - Thaida peculiaris Karsch, 1880